# Statare

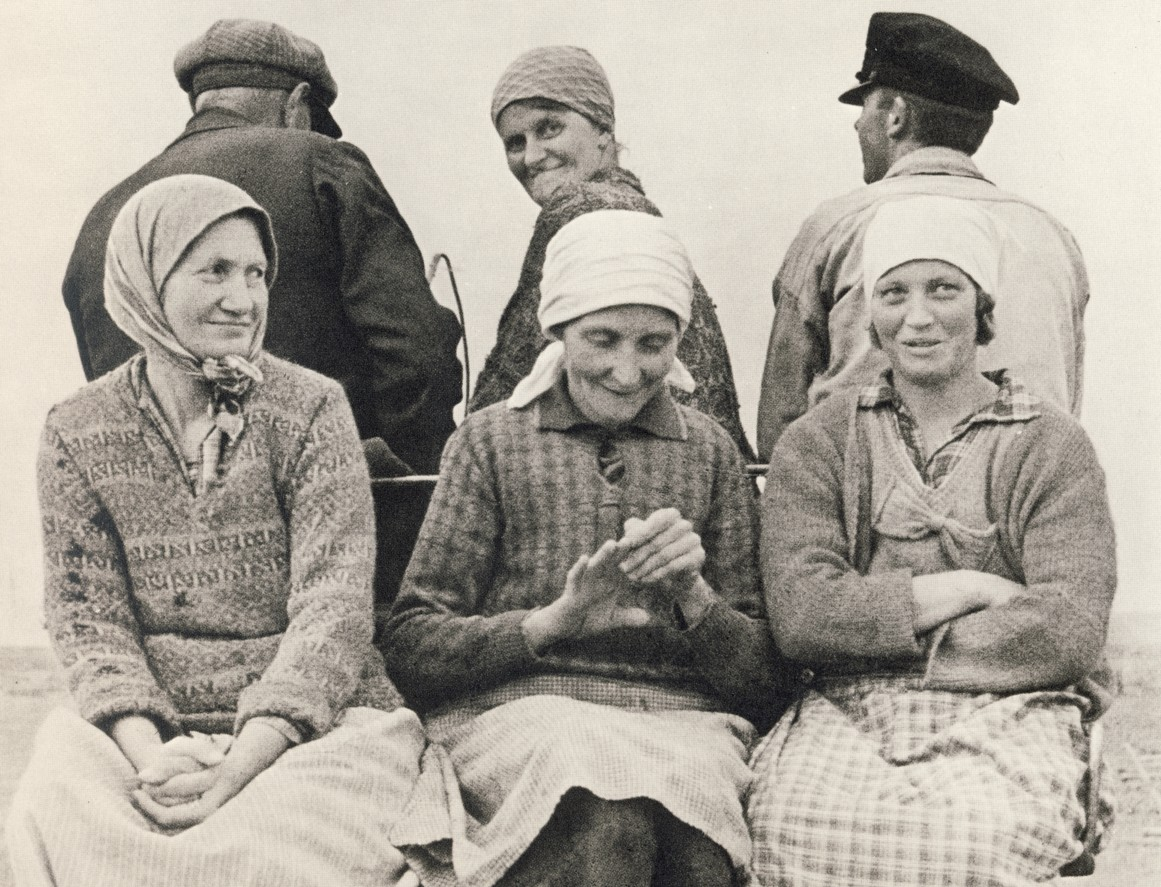
Statares de retorn d'una fira de bestiar, fotografia de Gunnar Lundh a l'illa de Ven el 1933

Els statares eren obrers agrícoles suecs, sotmesos a un estat particular de servitud.
Aquesta figura va sorgir a mitjans del segle xviii i consistia en obrers que calia pagar en espècie, normalment amb la manutenció i l'habitatge, que solia ser de qualitat mediocre. Només tenien el dret de deixar la feina durant la darrera setmana d'octubre. El sistema va tenir el moment de màxima expansió a finals del segle XIX; d'aleshores ençà, va començar a esdevenir obsolet, sobretot amb la mecanització del camp. L'estatut dels statares fou abolit l'octubre del 1945, quan es va acordar entre l'associació sueca de treballadors agrícoles i la patronal agrícola i forestal.
Les condicions de vida dels statares eren molt dures i van ser descrites per diversos escriptors sorgits d'aquest medi, com Ivar Lo-Johansson, Jan Fridegård i Moa Martinson.